# Грасбрунн
Грасбрунн (нем. Grasbrunn) — община в Германии, в земле Бавария. 
Подчиняется административному округу Верхняя Бавария. Входит в состав района Мюнхен.  Население составляет 6411 человек (на 31 декабря 2010 года). Занимает площадь 23,59 км².
Коммуна подразделяется на 5 сельских округов.